# Dawsonův svět
Dawsonův svět (v anglickém originále Dawson's Creek) je americký dramatický televizní seriál, jehož autorem je Kevin Williamson. Premiérově byl vysílán v letech 1998–2003 na stanici The WB. Celkově bylo natočeno 128 dílů v šesti řadách. Tento teenagerovský seriál je částečně autobiografický, neboť je založen na životě Kevina Williamsona, který vyrůstal v malém americkém městě.

## Příběh
Dawson Leery žije se svými rodiči, Gail a Mitchem, ve fiktivním přístavním městečku Capeside na mysu Cape Cod v Massachusetts. Se svými nejlepšími kamarády Joey Potterovou a Paceym Witterem se přátelí už od dětství, nyní navštěvují druhý ročník místní střední školy. K Dawsonovým sousedům se přistěhuje jejich vnučka Jen, která mladíka zaujme a stane se součástí party.

## Obsazení
| James Van Der Beek  | Dawson Leery                                            |
| Michelle Williams   | Jen Lindleyová                                          |
| Joshua Jackson      | Pacey Witter                                            |
| Katie Holmes        | Joey Potterová                                          |
| Mary-Margaret Humes | Gail Leeryová (1.–4. řada, jako host v 5. a 6. řadě)    |
| John Wesley Shipp   | Mitch Leery (1.–4. řada, jako host v 5. řadě)           |
| Mary Beth Peil      | Evelyn Ryanová                                          |
| Nina Repeta         | Bessie Potterová (1.–4. řada, jako host v 5. a 6. řadě) |
| Kerr Smith          | Jack McPhee (3.–6. řada, jako host ve 2. řadě)          |
| Meredith Monroe     | Andie McPheeová (3.–4. řada, jako host ve 2. a 6. řadě) |
| Busy Philipps       | Audrey Liddellová (6. řada, jako host v 5. řadě)        |

## Vysílání
| Řada | Díly | Premiéra v USA | Premiéra v USA  | Premiéra v ČR      | Premiéra v ČR      |
| Řada | Díly | První díl      | Poslední díl    | První díl          | Poslední díl       |
| ---- | ---- | -------------- | --------------- | ------------------ | ------------------ |
| 1    | 13   | 20. ledna 1998 | 19. května 1998 | 9. září 2000       | 21. října 2000     |
| 2    | 22   | 7. října 1998  | 26. května 1999 | 22. října 2000     | 20. ledna 2001     |
| 3    | 23   | 29. září 1999  | 24. května 2000 | 19. září 2002      | 21. října 2002     |
| 4    | 23   | 4. října 2000  | 23. května 2001 | 22. října 2002     | 22. listopadu 2002 |
| 5    | 23   | 10. října 2001 | 15. května 2002 | 25. listopadu 2002 | 6. ledna 2003      |
| 6    | 24   | 2. října 2002  | 14. května 2003 | 27. července 2006  | 29. srpna 2006     |

Seriál byl v Česku premiérově vysílán na TV Nova. Prvních pět řad bylo uveden v letech 2000–2003, závěrečná šestá pak v roce 2006.